# Fontamara
(Graham Greene, The Spectator, 2 novembre 1934)
Fontamara è un romanzo di Ignazio Silone, pubblicato dapprima nel 1933 in lingua tedesca in Svizzera e reso disponibile per la prima volta in Italia nel 1945.
Il successo del romanzo, che denunciava l'immoralità e gli inganni del partito fascista di Mussolini e dei suoi seguaci, fu straordinario, galvanizzando una parte dell'opinione pubblica internazionale dell'epoca, che fece di Fontamara un documento della propaganda antifascista fuori dall'Italia e un simbolo della resistenza ai regimi totalitari (Hitler era appena arrivato al potere in Germania).
Fontamara è un villaggio la cui comunità soffre sotto il peso del fascismo e di sventure ataviche. Spaccato sociale di un proletariato oppresso e sfruttato sono i "cafoni", realisticamente descritti nella loro ingenuità e tenuti in ostaggio, attraverso una secolare ignoranza, da una classe dominante sempre più brutale e parassitaria.

## Trama

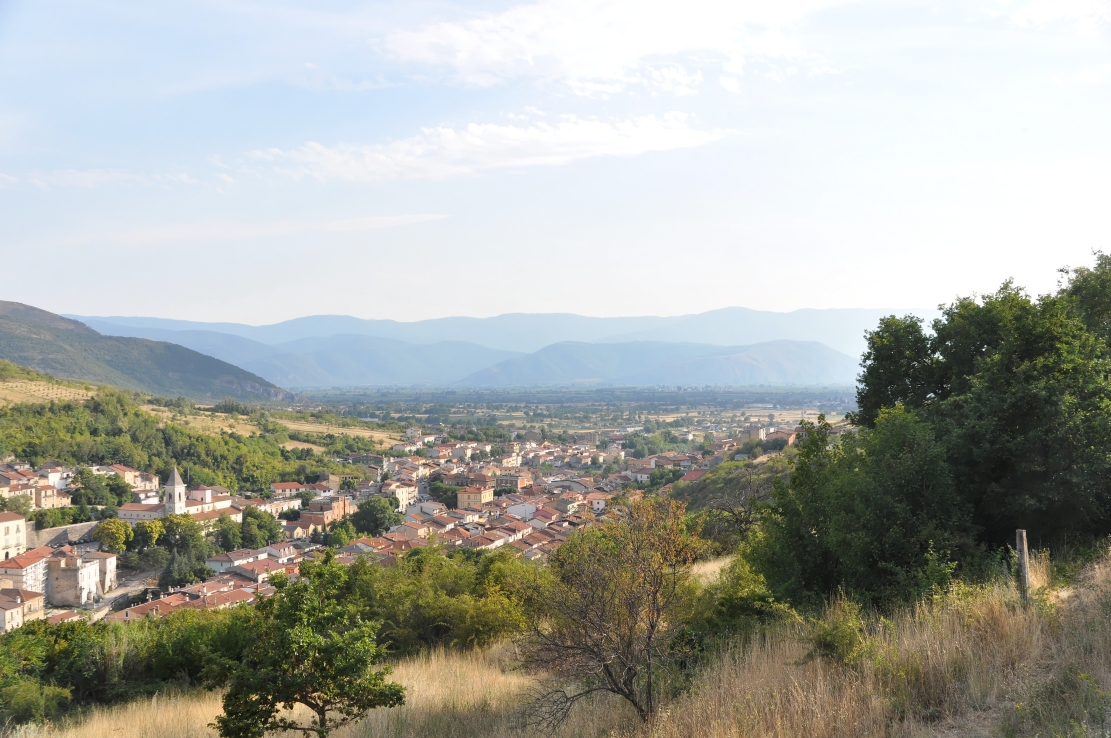
Il Fucino sullo sfondo di Pescina

Dal 1º giugno 1929, nell'immaginario paese di Fontamara, nella Marsica, vicino ad Avezzano (Abruzzo), non arriva più l'elettricità, la cui fornitura è stata interrotta perché gli abitanti non pagavano le bollette. Sperando di rimediare a questa “fatalità”, ogni "cafone" (termine con cui si indicano i contadini analfabeti del paese) firma una misteriosa "carta bianca" portata dal cavalier Pelino, un granduca della milizia del regime fascista, salito al potere alcuni anni prima, la quale si scoprirà essere in realtà l'autorizzazione a togliere l'acqua per l'irrigazione dei campi indirizzandola verso i possedimenti dell'Impresario, un imprenditore legato al regime che ha ottenuto la carica di podestà.
Scoperto l'imbroglio, i contadini cercano di negoziare la situazione, ma vengono brutalmente presi in giro: quando le donne fontamaresi si recano a casa dell'Impresario per tentare di convincerlo a ridar loro l'acqua indispensabile per i loro campi, l'avvocato Don Circostanza si offre come mediatore di un accordo che stabilisce che «tre quarti scorrano nel nuovo letto del fiume, mentre i tre quarti del rimanente nel vecchio, cosicché ognuno abbia tre quarti»; più avanti, di fronte alla pretesa dell'Impresario di aver in usufrutto l'acqua per 50 anni, l'avvocato suggerisce di «ridurre il termine a soli 10 lustri».
Il paese è oggetto di una violenta incursione degli squadristi fascisti, inviati a Fontamara dopo una segnalazione di Pelino, che violentano le donne e schedano ogni singolo abitante chiedendogli "Chi evviva?", domanda a cui nessun fontamarese risponde "il Duce" come si vorrebbe, essendo il paese ignaro dell'avvento del fascismo.
Berardo Viola, l'uomo più forte e robusto di Fontamara, tenta di trovare maggior fortuna fuori dal paese, ma il lavoro gli viene negato perché considerato un sovversivo in quanto "cafone".
Di ritorno a Fontamara, alla stazione di Roma, incontra un partigiano conterraneo, l'Avezzanese, già conosciuto in Abruzzo.
I due vengono arrestati per un equivoco e, nel periodo in cui sono costretti alla convivenza in cella, Berardo sviluppa una notevole maturazione politica.
Questo nuovo impegno morale di Berardo lo porta ad autoaccusarsi di essere il "Solito Sconosciuto", ossia un sostenitore attivo della resistenza. Berardo viene quindi torturato a morte, ma si fa poi credere che si sia suicidato. In risposta, i fontamaresi fondano il "Che fare?", un giornale in cui denunciano i soprusi subiti e l'ingiusta morte del loro compaesano, ma i fascisti reprimono tutto mandando una squadraccia a Fontamara, che fa strage di abitanti.
Alcuni fontamaresi si salvano e tra loro i tre narratori della storia.

## Commento
Il narratore è interno, rappresentato da una famiglia di "cafoni" i cui membri (gli zii di Elvira) sono Matalè, il marito Giuvà e il loro figlio, che hanno ormai raggiunto in esilio l'autore e si alternano a raccontare, in un lungo flashback, le proprie esperienze.

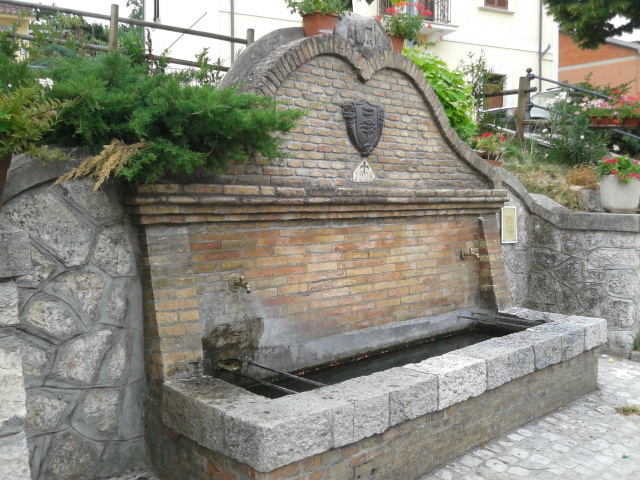
Il fontanile di Fontamara a Pescina che avrebbe ispirato l'autore

### I personaggi
I "cafoni" sono i miseri contadini abruzzesi, proprietari al massimo di un piccolo campo, di un asino o di un mulo, senza mezzi per difendersi e costretti a vivere in una perpetua ignoranza di cui approfitta chiunque, perfino colui che dovrebbe essere considerato "l'amico del popolo", Don Circostanza, che dovrebbe difendere i fontamaresi ma in realtà causa l'inizio della loro rovina; la loro vita si ripete uguale, di generazione in generazione, segnata dal lavoro e dalla fatica.
Essi sono consapevoli della disperata condizione in cui vivono, come spiegano ad un forestiero:
(da "Fontamara")
Il nome Fontamara è stato pensato dall'autore per rispecchiare al meglio la realtà del paese, in quanto, racchiudendo in sé l'aggettivo "amara", risulta presagio di sventure e sofferenze.
Quasi tutti i nomi dei personaggi del romanzo alludono al loro comportamento: Don Circostanza, infatti si adegua alle diverse situazioni, schierandosi prima dalla parte dei contadini e poi da quella degli agiati cittadini, sempre per proprio tornaconto personale; Don Abbacchio, il prete, richiama il verbo "abbacchiare" e infatti non fa altro che deprimere i poveri abitanti della Marsica, ignorando persino il suicidio di Teofilo, sacrestano della chiesa di Fontamara; don Carlo Magna è il ricco proprietario terriero; l'Impresario è il podestà abile a speculare su alcuni terreni acquistati da don Carlo Magna a poco prezzo e sui quali farà deviare l'acqua del ruscello di Fontamara riducendo alla miseria i cafoni; Innocenzo La Legge è il messo incaricato di portare i nuovi ordinamenti dalla città.
Berardo Viola, protagonista maschile del romanzo, è l'eroe del paese, violento ma altruista e pronto a sacrificarsi per il bene della collettività: i cafoni, dopo ripetuti raggiri e dopo che ogni appello ai notabili locali è risultato inutile poiché questi difendono sempre gli interessi del ricco podestà, si ritrovano sempre più poveri ma alla fine continuano a pensare soltanto a loro stessi e a quel poco che possiedono, tutti tranne Berardo.
Attraverso il suo personaggio, Silone sembra sottolineare il bisogno che qualcuno alzi la testa, tentando di porre fine alla totale indifferenza dei cafoni, sempre più sfruttati e tenuti nell'ignoranza dal nuovo regime, che li induce a lavorare in modo duro ed estenuante.
I cafoni non avevano mai dato preoccupazioni ai gerarchi della potente città, da cui erano sempre stati tenuti a distanza per il fatto di non possedere denaro, cultura ed ingegno; nel momento in cui fondano un giornale per discutere della loro situazione, avvicinandosi quindi al mondo intellettuale, socialmente più alto, vengono immediatamente percepiti come una minaccia e fatti fisicamente scomparire.

### Lo stile
Sul piano linguistico, Silone scrive le parti di cui sono protagonisti i contadini usando prevalentemente una costruzione paratattica del periodo, con un linguaggio piuttosto semplice e colloquiale che rispecchia l'ignoranza di tali personaggi, mentre i personaggi più istruiti ed importanti si esprimono in una forma più ricercata e arricchita anche da citazioni e vocaboli latini; l'idea che lo stile di scrittura dovesse adattarsi all'argomento era stata teorizzata già da Dante Alighieri.
Una sottile ironia diffusa attenua, talvolta, la tragicità di alcuni momenti, ad esempio quando si riportano le riflessioni dei Fontamaresi riguardo agli scherzi e agli abusi, che evidenziano l'ingenuità dei protagonisti.
Rispetto a Il segreto di Luca, la denuncia nei confronti dell'ingiustizia diventa più ampia, da un singolo individuo ad un intero paese ed alle ingiustizie che i suoi abitanti sono costretti a subire.

## Vicende editoriali
A causa del contenuto, ovviamente sgradito al regime fascista, Fontamara non poté essere pubblicato in Italia fino al 1945.
La prima pubblicazione avvenne in Svizzera in lingua tedesca, tradotto da Nettie Sutro, nel novembre 1933.
La prima edizione in italiano apparve nel 1934, pubblicata a spese dell'autore a Parigi, sotto la sigla fittizia di N.E.I. (Nuove edizioni italiane, Zurigo-Parigi). Sempre nel 1934 venne pubblicata la prima versione in inglese. Nel 1935 Fontamara fu pubblicato in Unione Sovietica nella traduzione in russo di E. A. Chanevskoj per la casa editrice statale Chudožestvennaja Literatura (Letteratura d'Arte).
Nel 1945 il romanzo fu pubblicato dapprima a puntate, con parecchi errori e refusi, su una rivista italiana, con Silone che dovette eseguire ingenti modifiche e correzioni.
Nel 1947 uscì, con altre importanti modifiche, la prima edizione in volume, dell'editore Faro di Roma. Ancora una volta insoddisfatto del testo, Silone si rivolse a Mondadori, che stampò il libro con ulteriori modifiche e che da allora divenne il suo editore storico. La prima versione di Fontamara resa disponibile ai lettori italiani fu quindi sensibilmente differente rispetto a quella originale.
L'edizione in esperanto venne pubblicata nel 1939 nei Paesi Bassi.

## Trasposizioni

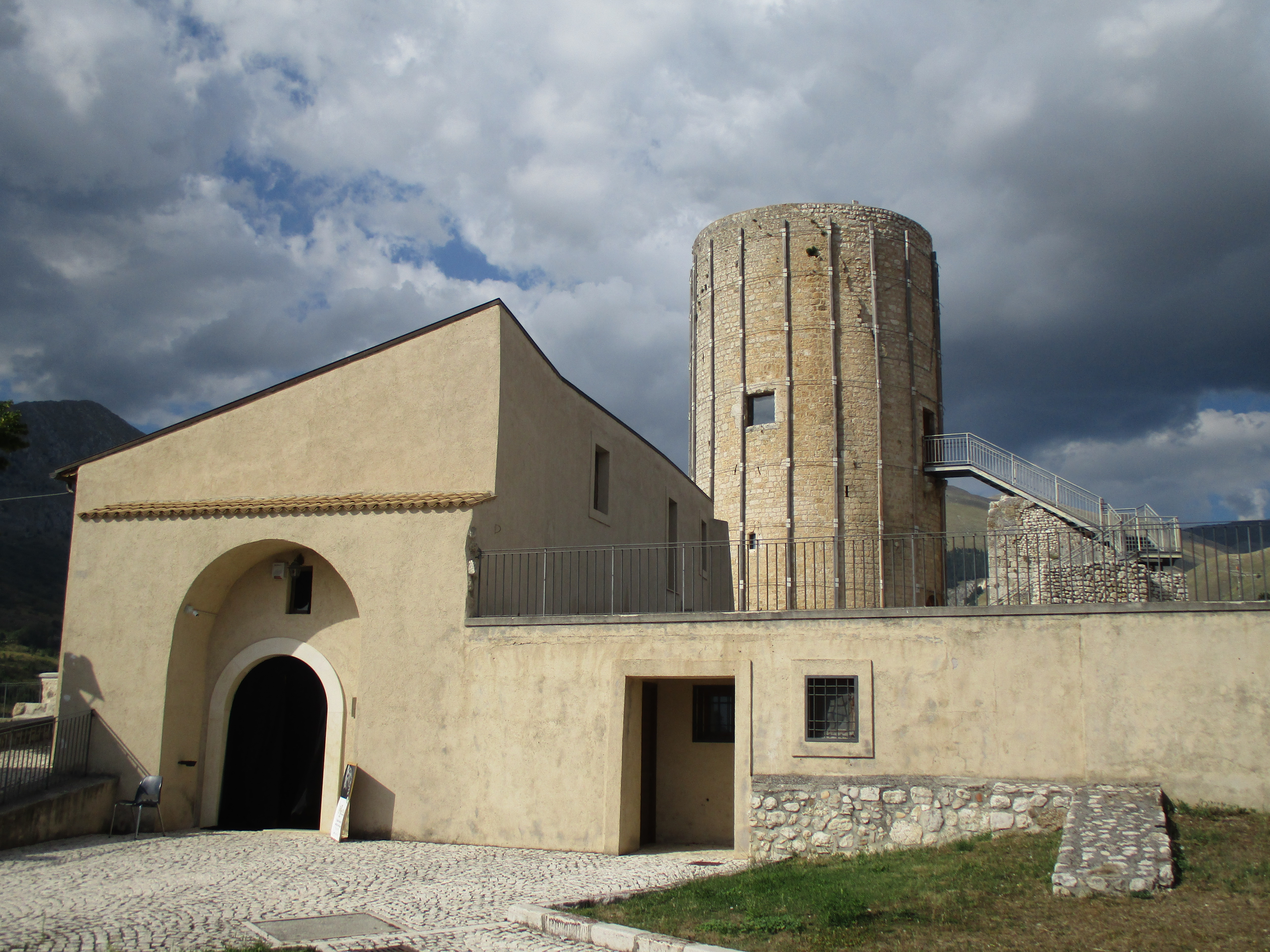
La torre di Aielli (AQ)

### Teatro
In teatro l'opera è stata portata in scena nel 2019 dal Teatro Stabile d'Abruzzo e dal Teatro Lanciavicchio, per la regia di Antonio Silvagni e l'adattamento di Francesco Niccolini.

### Cinema
Dal romanzo è stato tratto il film omonimo del 1980 con la regia di Carlo Lizzani.

### Televisione
Su Raiuno, dal 23 al 26 febbraio 1983, l'opera di Lizzani venne trasmessa nella versione televisiva, sceneggiata in quattro puntate.

### Arte
Ad Aielli (AQ), l'opera è stata trascritta integralmente sul muro di un edificio situato a ridosso della torre medievale del borgo marsicano.

## Edizioni
- Fontamara, Zurigo-Parigi, Nuove edizioni italiane, 1933.
- Fontamara, Roma, Editrice Faro, ottobre 1947.
- Fontamara, Collezione La Medusa degli Italiani n.20, Milano, Arnoldo Mondadori Editore, febbraio 1949.
- Fontamara, Collana Narratori Italiani n.9, Milano, Mondadori, ottobre 1953, 1971.
- Fontamara, Collana Oscar [settimanali] n.132, Milano, Mondadori, ottobre 1967.
- Fontamara, Collana Oscar Narrativa n.132, Milano, Mondadori, 1970.
- Fontamara, Nota di Geno Pampaloni, Collana Biblioteca, Mondadori, settembre 1974.
- Fontamara, Collana Scrittori italiani e stranieri, Milano, Mondadori, febbraio 1980.
- Fontamara e altri romanzi, Collana SuperOmnibus, Milano, Mondadori, 1982.
- Fontamara, Collana Oscar Classici moderni n.13, Mondadori, 1988, ISBN 88-04-31963-1.; 4ª ed. Collana Oscar Moderni, Mondadori, 2016, ISBN 978-88-046-6793-3.
- Mirella Zocchi (a cura di), Fontamara, Collana La Lettura, Mondadori Scuola, 1983-1992,  pp. XVI-224, ISBN 88-04-26576-0.; nuove ed. a cura di Donatella Carnevali e Mirella Zocchi, Collana Le Cicale, Mondadori Scuola, 1996 e 2007.
- Fontamara, Introduzione di Raffaele La Capria, Milano, BUR, 1989.
- Fontamara, Presentazione di Paolo Franchi, Collana I Grandi Romanzi Italiani, Milano, Corriere della Sera-RCS Quotidiani, 2002.
- Fontamara, Introduzione di Aurelio Picca, Roma, Newton & Compton, 2009-2015.

Traduzioni
- (DE) Fontamara. Roman, traduzione di Nettie Sutro-Katzenstein, Zürich, Verlag Dr. Oprecht & Helbling AG., maggio 1933.
- (RU) B. A. Grifcova (a cura di), Фонтамара, traduzione di E. A. Chanevskoj, Mosca, Chudožestvennaja Literatura, 1935.